# Wasilij Kulkow
Wasilij Siergiejewicz Kulkow (ros. Василий Серге́евич Кульков; ur. 11 czerwca 1966 w Moskwie, zm. 10 października 2020) – rosyjski piłkarz występujący na pozycji obrońcy.

## Kariera klubowa
Kulkow karierę rozpoczynał w trzecioligowych zespołach Dinamo Kaszyra oraz Krasnaja Priesnia Moskwa. Następnie grał w drugoligowym Spartaku Ordżonikidze, a w 1989 roku przeszedł do pierwszoligowego Spartaka Moskwa. W Wyższej lidze pierwszy mecz rozegrał 13 marca 1989 przeciwko Žalgirisowi Wilno (4:0). W sezonie 1989 zdobył z klubem mistrzostwo Związku Radzieckiego.
W 1991 roku podpisał kontrakt z portugalską Benfiką. W Primeira Lidze zadebiutował 16 sierpnia 1991 w przegranym 0:1 spotkaniu z Boavistą. Wraz z Benfiką zdobył dwa mistrzostwa Portugalii (1992, 1993), Puchar Portugalii (1993) oraz Superpuchar Portugalii (1993).
W 1994 roku odszedł do ligowego rywala, zespołu FC Porto, z którym w sezonie 1994/1995 wywalczył mistrzostwo Portugalii. W 1995 roku wrócił do Spartaka Moskwa, rywalizującego w rozgrywkach Priemjer-Ligi. W 1996 roku był stamtąd wypożyczony do angielskiego Millwall z Division One. W jego barwach zagrał 6 razy, po czym wrócił do Spartaka, którego zawodnikiem pozostał do sezonu 1997.
Następnie występował w Zenicie Petersburg oraz Krylji Sowietow Samara, także grających w Priemjer-Lidze. W sezonie 1999/2000 reprezentował barwy portugalskiej Alverki, po czym powrócił do Rosji, gdzie występował w czwartoligowych drużynach FK Szatura oraz Ałmaz Moskwa. W 2002 roku zakończył karierę.

## Kariera reprezentacyjna
26 kwietnia 1989 roku w wygranym 3:0 meczu eliminacji mistrzostw świata 1990 z NRD Kulkow zadebiutował w reprezentacji Związku Radzieckiego. Do 1992 roku zagrał w niej 21 razy.
W 1992 roku wystąpił w jednym meczu reprezentacji Wspólnoty Niepodległych Państw. Było to zremisowane 1:1 towarzyskie spotkanie z Hiszpanią, rozegrane 19 lutego.
16 sierpnia tego samego roku w wygranym 2:0 towarzyskim pojedynku z Meksykiem Kulkow zadebiutował w reprezentacji Rosji, w której barwach w latach 1992–1995 rozegrał 21 spotkań i zdobył 5 bramek.

## Życie prywatne
Pochowany na Cmentarzu Trojekurowskim w Moskwie.